# Герб Привітного (Кіровський район)
Герб Привітного — офіційний символ села Привітне Кіровського району АРК, затверджений рішенням № 31/955 Привітненської сільської ради від 26 квітня 2010 року.

## Опис герба
В синьо-зеленому полі хвилястий срібний пояс з внутрішньою синьою каймою. В верхньому синьому полі золотий фонтан с трьома срібними струменями, в нижньому зеленому полі срібні терези с золотими чашами на золотих ланцюгах. Щит покладений на срібний картуш, увінчаний срібною сільською короною та прикрашений знизу синьою стрічкою з назвою села. Автор герба — О. І. Маскевич.